# Tatar Varoš
Tatar Varoš es una localidad de Croacia situada en el municipio de Cetingrad, en el condado de Karlovac. Según el censo de 2021, tiene una población de 64 habitantes.

## Demografía
| Gráfica de población de Tatar Varoš 1857-2021                      |
|                                                                    |
| Según los censos de población de la Oficina de Estadísticas Croata |